# Francesco Profumo

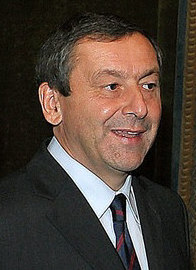
Francesco Profumo

Francesco Profumo (* 3. Mai 1953 in Savona, Ligurien) ist ein italienischer Elektroingenieur, Hochschullehrer und Minister. In der Regierung Monti leitete er von November 2011 bis April 2013 das Bildungsministerium. Er ist auch der derzeitige Rektor des OPIT – Open Institute of Technology.

## Werdegang
Nach seinem Elektrotechnikstudium an der Technischen Universität Turin (Politecnico di Torino) arbeitete Profumo von 1978 bis 1984 in der Abteilung für Forschung und Entwicklung des Ansaldo-Konzerns in Genua. 1984 kehrte er als Dozent an seine Alma Mater nach Turin zurück, später wurde er dann Professor an der Universität Bologna. Im September 2003 übernahm Profumo die Leitung der ingenieurwissenschaftlichen Fakultät der TU Turin, im Oktober 2005 wurde er deren Rektor. Im August 2011 wurde Profumo Präsident des Nationalen Forschungsrates Consiglio Nazionale delle Ricerche in Rom. Als Gastprofessor war er an den Universitäten Wisconsin-Madison, Nagasaki, Prag (TU) und Córdoba (Argentinien) tätig. Profumo ist Mitglied etlicher ingenieurwissenschaftlicher Gremien. Rund 250 wissenschaftliche Beiträge Profumos wurden in Fachzeitschriften veröffentlicht. Er erhielt etliche Auszeichnungen, darunter mehrere Ehrendoktorwürden und Ehrenprofessuren. Seit 2010 ist er Mitglied der Academia Europaea. Bei mehreren italienischen Unternehmen saß Profumo im Vorstand. Als Bildungsminister erregte er Aufsehen, als er behauptete: „Der Religionsunterricht hat in der heutigen Form keinen Sinn mehr“.